# Saison 1947-1948 des Warriors de Philadelphie
La saison BAA 1947-1948 et la deuxième saison des Warriors de Philadelphie dans la BAA (qui deviendra plus tard la NBA). Les Warriors ont terminé la saison premier de la Conférence Est. Cette année la il perde le championnat en finale BAA face au Bullets de Baltimore.

## Draft
| Tour | Choix | Joueur          | Poste | Nationalité | Provenance                   |
| ---- | ----- | --------------- | ----- | ----------- | ---------------------------- |
| 1    | 6     | Chink Crossin   | AR    | États-Unis  | Pennsylvania                 |
| 2    | 16    | Norman Butz     | -     | États-Unis  | Université Saint-Joseph      |
| 3    | 26    | Jim Kaeding     | -     | États-Unis  | Collège York de Pennsylvanie |
| 4    | 36    | Ed Koffenberger | -     | États-Unis  | Duke                         |

## Matchs

### Saison régulière
| Saison régulière Total: 27-21 (Domicile : 16-8; Extérieur : 11-15) |

| Match | Date match  | Équipe     | Score   | Meilleur marqueur             | Meilleur rebondeur | Meilleur passeur | Lieux Spectateurs       | Série |
| ----- | ----------- | ---------- | ------- | ----------------------------- | ------------------ | ---------------- | ----------------------- | ----- |
| 1     | 13 novembre | Providence | V 79-64 | Joe Fulks (23)                | -                  | -                | Philadelphia Arena      | 1 - 0 |
| 2     | 14 novembre | Boston     | V 79-74 | Joe Fulks (26)                | -                  | -                | Boston Garden           | 2 - 0 |
| 3     | 15 novembre | Providence | V 80-78 | Joe Fulks (23)                | -                  | -                | Rhode Island Auditorium | 3 - 0 |
| 4     | 19 novembre | Washington | D 67-74 | Joe Fulks (25)                | -                  | -                | Uline Arena             | 3 - 1 |
| 5     | 20 novembre | Boston     | D 57-67 | Joe Fulks (21)                | -                  | -                | Philadelphia Arena      | 3 - 2 |
| 6     | 22 novembre | New York   | V 83-78 | Joe Fulks, Howie Dallmar (22) | -                  | -                | Madison Square Garden   | 4 - 2 |
| 7     | 27 novembre | New York   | D 59-81 | Joe Fulks (24)                | -                  | -                | Philadelphia Arena      | 4 - 3 |
| 8     | 28 novembre | Chicago    | D 71-75 | Joe Fulks (22)                | -                  | -                | Chicago Stadium         | 4 - 4 |

| Match | Date match  | Équipe      | Score   | Meilleur marqueur  | Meilleur rebondeur | Meilleur passeur  | Lieux Spectateurs       | Série  |
| ----- | ----------- | ----------- | ------- | ------------------ | ------------------ | ----------------- | ----------------------- | ------ |
| 9     | 3 décembre  | Baltimore   | D 58-73 | Chick Halbert (11) | -                  | Trois joueurs (1) | Philadelphia Arena      | 4 - 5  |
| 10    | 9 décembre  | Providence  | V 78-74 | Joe Fulks (22)     | -                  | Howie Dallmar (3) | Philadelphia Arena      | 5 - 5  |
| 11    | 11 décembre | Saint-Louis | D 69-74 | Joe Fulks (28)     | -                  | Howie Dallmar (3) | Philadelphia Arena      | 5 - 6  |
| 12    | 12 décembre | Boston      | D 67-69 | Joe Fulks (23)     | -                  | -                 | Boston Garden           | 5 - 7  |
| 13    | 15 décembre | New York    | V 74-71 | Chick Halbert (19) | -                  | -                 | Madison Square Garden   | 6 - 7  |
| 14    | 18 décembre | New York    | D 71-99 | Joe Fulks (18)     | -                  | Six joueurs (1)   | Philadelphia Arena      | 6 - 8  |
| 15    | 20 décembre | Providence  | V 80-74 | Joe Fulks (17)     | -                  | -                 | Rhode Island Auditorium | 7 - 8  |
| 16    | 26 décembre | Providence  | V 89-61 | Joe Fulks (24)     | -                  | Trois joueurs (2) | Philadelphia Arena      | 8 - 8  |
| 17    | 27 décembre | Washington  | D 70-72 | Joe Fulks (26)     | -                  | -                 | Uline Arena             | 8 - 9  |
| 18    | 30 décembre | Boston      | D 64-70 | Joe Fulks (31)     | -                  | -                 | Boston Garden           | 8 - 10 |

| Match | Date match  | Équipe      | Score    | Meilleur marqueur             | Meilleur rebondeur | Meilleur passeur                  | Lieux Spectateurs     | Série   |
| ----- | ----------- | ----------- | -------- | ----------------------------- | ------------------ | --------------------------------- | --------------------- | ------- |
| 19    | 1er janvier | Baltimore   | V 72-60  | Joe Fulks (23)                | -                  | -                                 | Baltimore Coliseum    | 9 - 10  |
| 20    | 2 janvier   | Washington  | V 69-60  | Joe Fulks (30)                | -                  | Howie Dallmar (2)                 | Philadelphia Arena    | 10 - 10 |
| 21    | 4 janvier   | Saint-Louis | D 66-80  | Joe Fulks (16)                | -                  | -                                 | St. Louis Arena       | 10 - 11 |
| 22    | 9 janvier   | Chicago     | D 60-77  | Angelo Musi (24)              | -                  | Howie Dallmar (3)                 | Philadelphia Arena    | 10 - 12 |
| 23    | 10 janvier  | Washington  | D 99-106 | Joe Fulks (29)                | -                  | Jerry Fleishman (3)               | Uline Arena           | 10 - 13 |
| 24    | 16 janvier  | Baltimore   | V 72-63  | Joe Fulks, Howie Dallmar (14) | -                  | Howie Dallmar (5)                 | Philadelphia Arena    | 11 - 13 |
| 25    | 17 janvier  | Baltimore   | V 79-77  | Joe Fulks (23)                | -                  | Howie Dallmar (3)                 | Baltimore Coliseum    | 12 - 13 |
| 26    | 19 janvier  | New York    | V 63-57  | Joe Fulks (23)                | -                  | Joe Fulks (2)                     | Madison Square Garden | 13 - 13 |
| 27    | 20 janvier  | Saint-Louis | V 82-59  | Joe Fulks (22)                | -                  | George Senesky, Chink Crossin (2) | Philadelphia Arena    | 14 - 13 |
| 28    | 22 janvier  | Boston      | D 54-61  | Joe Fulks (18)                | -                  | George Senesky (2)                | Philadelphia Arena    | 14 - 14 |
| 29    | 27 janvier  | Boston      | V 77-68  | Joe Fulks (21)                | -                  | -                                 | Boston Garden         | 15 - 14 |
| 30    | 29 janvier  | New York    | D 60-66  | Joe Fulks (20)                | -                  | Howie Dallmar (6)                 | Philadelphia Arena    | 16 - 14 |
| 31    | 31 janvier  | Saint-Louis | V 66-60  | Joe Fulks (18)                | -                  | -                                 | St. Louis Arena       | 16 - 15 |

| Match | Date match  | Équipe      | Score   | Meilleur marqueur                    | Meilleur rebondeur | Meilleur passeur    | Lieux Spectateurs       | Série   |
| ----- | ----------- | ----------- | ------- | ------------------------------------ | ------------------ | ------------------- | ----------------------- | ------- |
| 32    | 1er février | Chicago     | V 85-78 | Joe Fulks (37)                       | -                  | -                   | Chicago Stadium         | 17 - 15 |
| 33    | 5 février   | Washington  | D 60-72 | Joe Fulks (19)                       | -                  | Howie Dallmar (4)   | Philadelphia Arena      | 17 - 16 |
| 34    | 7 février   | Saint-Louis | D 54-67 | Jerry Fleishman (9)                  | -                  | -                   | St. Louis Arena         | 17 - 17 |
| 35    | 8 février   | Chicago     | D 74-80 | Angelo Musi (21)                     | -                  | -                   | Chicago Stadium         | 17 - 18 |
| 36    | 12 février  | Chicago     | V 69-60 | Jerry Fleishman, George Senesky (15) | -                  | Jerry Fleishman (4) | Philadelphia Arena      | 18 - 18 |
| 37    | 14 février  | New York    | D 47-78 | Angelo Musi (16)                     | -                  | Howie Dallmar (4)   | Madison Square Garden   | 18 - 19 |
| 38    | 19 février  | Washington  | V 84-76 | Chick Halbert (20)                   | -                  | Howie Dallmar (2)   | Philadelphia Arena      | 19 - 19 |
| 39    | 24 février  | Baltimore   | V 83-71 | Howie Dallmar (19)                   | -                  | Howie Dallmar (3)   | Philadelphia Arena      | 20 - 19 |
| 40    | 26 février  | Chicago     | V 89-80 | Howie Dallmar (18)                   | -                  | Howie Dallmar (5)   | Philadelphia Arena      | 21 - 19 |
| 41    | 28 février  | Providence  | V 83-82 | Chick Halbert (21)                   | -                  | -                   | Rhode Island Auditorium | 22 - 19 |

| Match | Date match | Équipe      | Score    | Meilleur marqueur  | Meilleur rebondeur | Meilleur passeur    | Lieux Spectateurs       | Série   |
| ----- | ---------- | ----------- | -------- | ------------------ | ------------------ | ------------------- | ----------------------- | ------- |
| 42    | 2 mars     | New York    | V 76-66  | Joe Fulks (31)     | -                  | Howie Dallmar (8)   | Philadelphia Arena      | 23 - 19 |
| 43    | 4 mars     | Boston      | V 82-62  | Joe Fulks (18)     | -                  | Howie Dallmar (2)   | Philadelphia Arena      | 24 - 19 |
| 44    | 9 mars     | Chicago     | D 79-93  | Joe Fulks (24)     | -                  | Jerry Fleishman (3) | Philadelphia Arena      | 24 - 20 |
| 45    | 11 mars    | Saint-Louis | V 92-74  | Joe Fulks (31)     | -                  | Howie Dallmar (6)   | Philadelphia Arena      | 25 - 20 |
| 46    | 13 mars    | Baltimore   | D 62-64  | Joe Fulks (22)     | -                  | Trois joueurs (1)   | Baltimore Coliseum      | 25 - 21 |
| 47    | 16 mars    | Providence  | V 100-78 | Howie Dallmar (32) | -                  | George Senesky (7)  | Rhode Island Auditorium | 26 - 21 |
| 48    | 18 mars    | Providence  | V 88-57  | Joe Fulks (35)     | -                  | Chink Crossin (5)   | Philadelphia Arena      | 27 - 21 |

### Playoffs
| Playoffs Total: 6-7 (Domicile : 4-2; Extérieur : 2-5) |

| Match | Date match | Équipe      | Score   | Meilleur marqueur   | Meilleur rebondeur | Meilleur passeur  | Lieux Spectateurs  | Série |
| ----- | ---------- | ----------- | ------- | ------------------- | ------------------ | ----------------- | ------------------ | ----- |
| 1     | 23 mars    | Saint-Louis | D 58-60 | Joe Fulks (18)      | -                  | Howie Dallmar (3) | St. Louis Arena    | 0 - 1 |
| 2     | 25 mars    | Saint-Louis | V 65-64 | George Senesky (20) | -                  | Howie Dallmar (2) | St. Louis Arena    | 1 - 1 |
| 3     | 27 mars    | Saint-Louis | V 84-56 | Joe Fulks (30)      | -                  | Howie Dallmar (5) | Philadelphia Arena | 2 - 1 |
| 4     | 30 mars    | Saint-Louis | D 51-56 | Joe Fulks (21)      | -                  | Howie Dallmar (2) | Philadelphia Arena | 2 - 2 |
| 5     | 1er avril  | Saint-Louis | D 62-69 | Joe Fulks (17)      | -                  | Howie Dallmar (2) | St. Louis Arena    | 2 - 3 |
| 6     | 3 avril    | Saint-Louis | V 84-61 | Joe Fulks (23)      | -                  | Angelo Musi (2)   | Philadelphia Arena | 3 - 3 |
| 7     | 6 avril    | Saint-Louis | V 85-46 | Joe Fulks (15)      | -                  | Chink Crossin (4) | St. Louis Arena    | 4 - 3 |

| Match | Date match | Équipe    | Score   | Meilleur marqueur  | Meilleur rebondeur | Meilleur passeur                   | Lieux Spectateurs  | Série |
| ----- | ---------- | --------- | ------- | ------------------ | ------------------ | ---------------------------------- | ------------------ | ----- |
| 1     | 10 avril   | Baltimore | V 71-60 | Chick Halbert (19) | -                  | Howie Dallmar (3)                  | Philadelphia Arena | 1 - 0 |
| 2     | 13 avril   | Baltimore | D 63-66 | Joe Fulks (27)     | -                  | Howie Dallmar, Angelo Musi (2)     | Philadelphia Arena | 1 - 1 |
| 3     | 15 avril   | Baltimore | D 70-72 | Joe Fulks (21)     | -                  | Howie Dallmar, Ralph Kaplowitz (2) | Baltimore Coliseum | 1 - 2 |
| 4     | 17 avril   | Baltimore | D 75-78 | Joe Fulks (29)     | -                  | Howie Dallmar (3)                  | Baltimore Coliseum | 1 - 3 |
| 5     | 20 avril   | Baltimore | V 91-82 | Joe Fulks (19)     | -                  | Howie Dallmar (4)                  | Philadelphia Arena | 2 - 3 |
| 6     | 21 avril   | Baltimore | D 73-88 | Joe Fulks (28)     | -                  | Howie Dallmar (2)                  | Baltimore Coliseum | 2 - 4 |

## Classements
| Division Est               | V  | D  | PCT    | GB |
| -------------------------- | -- | -- | ------ | -- |
| Warriors de Philadelphie   | 27 | 21 | 56,3 % | -  |
| Knicks de New York         | 26 | 22 | 54,2 % | 1  |
| Celtics de Boston          | 20 | 28 | 41,7 % | 7  |
| Steamrollers de Providence | 6  | 42 | 12,5 % | 21 |